# Демократическая партия «Вместе»
Демократическая партия «Вместе» (кор. 더불어민주당?, 共同民主黨? Тобуро минджудан) — либеральная политическая партия в Республике Корея. Контролируя пост президента и однопалатное Национальное собрание с 2022 года, «Демократическая партия» считается одной из двух основных партий в Республике Корея, наряду со своим историческим соперником, «Силой народа».

## История

Логотип «Нового политического альянса за демократию» (2014—2015)

Исторически первая «Демократическая партия» (кор. 민주당 Минджудан) была сформирована в 1955 году Син Ик Хи, Чан Мёном, Юн Бо Соном и Чо Бён Оком. Однако в 1964 году партия прекратила своё существование, объединившись с «Гражданской партией». После этого, вплоть до 2014 года создавалось и было ликвидировано множество партий-преемников демократической направленности.

Логотип партии в 2015—2024 годах

16 марта 2014 года «Демократическая партия» объединилась с «Коалицией за новую политику», сформировав тем самым «Новый политический альянс за демократию». 28 декабря 2015 года «Новый политический альянс за демократию» решил принять новое название и впредь именоваться «Совместная демократическая партия», а затем просто «Демократическая партия».
На парламентских выборах 2016 года «Демократическая партия» победила. На президентских выборах 2017 года Мун Чжэ Ин от этой партии победил и стал президентом страны.

## Фракции
По состоянию на конец 2022 года центристская фракция состоит из «союзников Мун Чжэ Ина» (кор. 친문) и «союзников Ли Нак Ёна» (кор. 친낙), а левоцентристская фракция состоит из «союзников лидера партии Ли Чжэ Мёна». И хотя влияние уменьшилось по сравнению с прошлым, существует также консервативная правоцентристская фракция, в центре которой находится спикер Национального собрания Ким Джин Пё.
Прогрессисты, выступающие за Ли Чжэ Мёна, пользуются высокой поддержкой со стороны членов партии, но меньшей поддержкой со стороны членов Национального собрания и делегатов.
В центристско-реформистской фракции кандидаты, поддерживаемые прогрессистами и консерваторами, часто расходятся во мнении. Сторонники Мун Чжэ Ина поддерживают либеральных популистов, таких как Ли Чжэ Мён, в то время как сторонники Ли Нак Ёна и сторонники Чон Се Гюна поддерживают консерваторов.

### Либеральные популисты

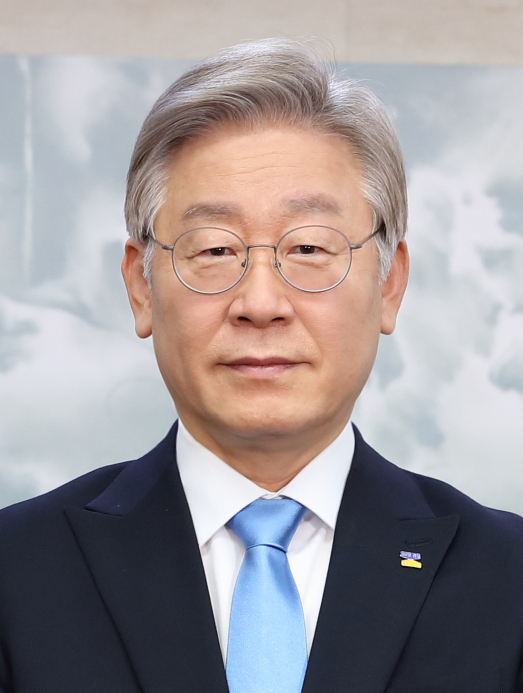
Ли Чжэ Мён, президент страны
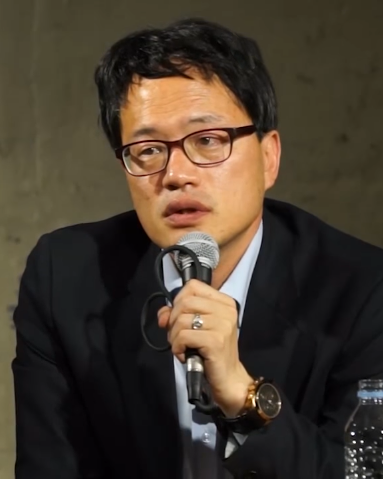
Пак Джу Мин, член Национального собрания
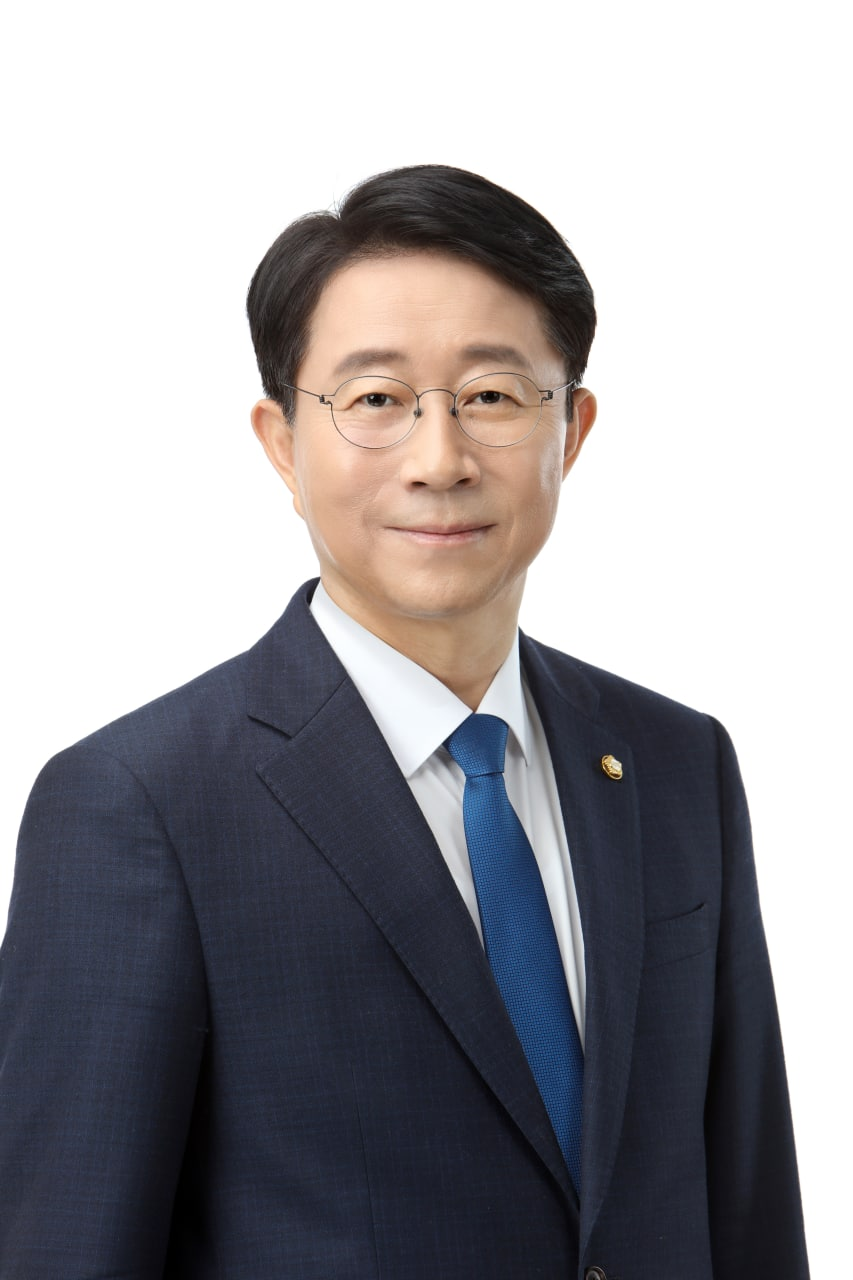
Чо Чон Сик, член Национального собрания
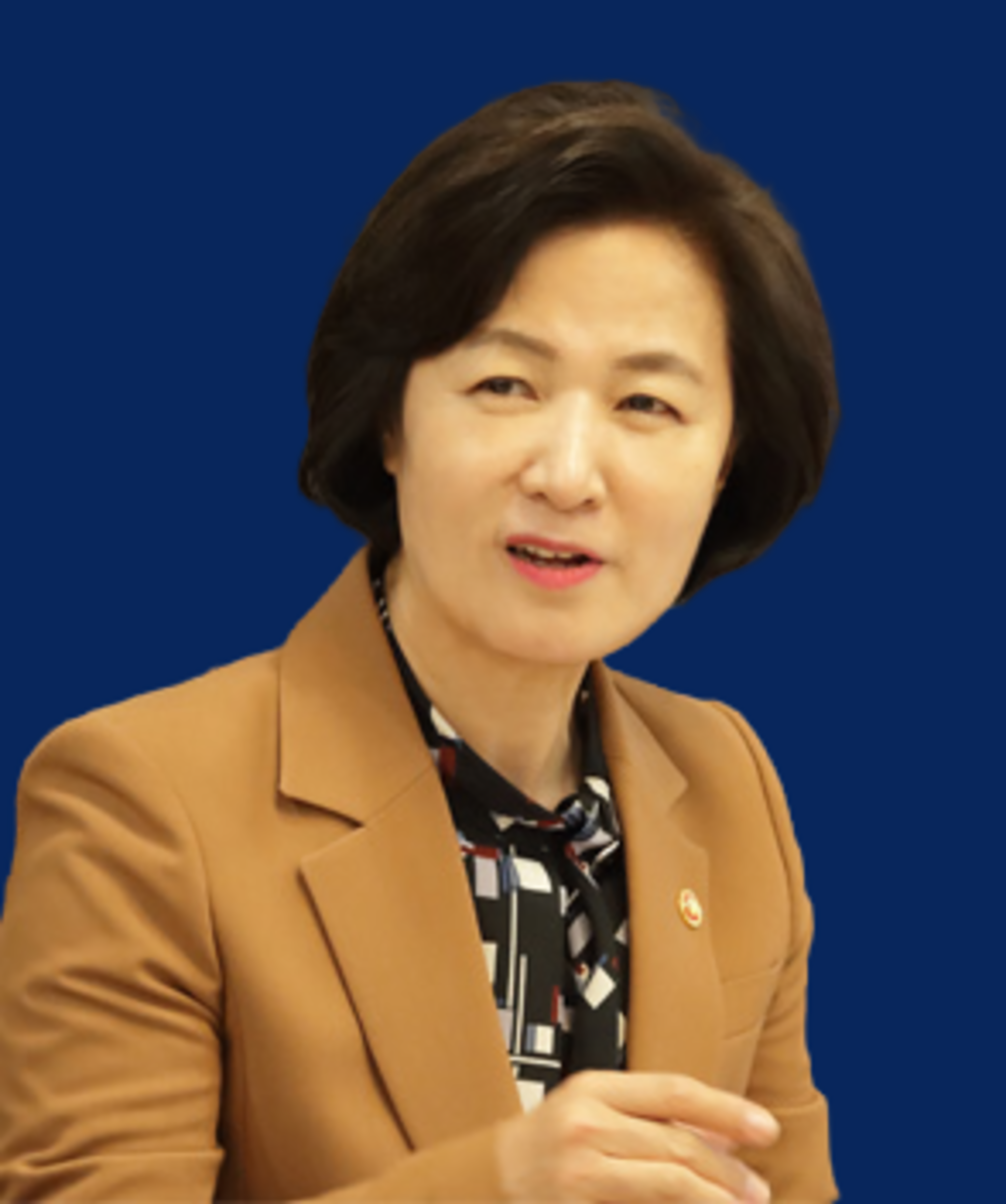
Чу Ми Э, бывший министр юстиции

К фракции относятся социал-либеральные популисты, такой как Ли Чжэ Мён, который колеблется между культурным консерватизмом и прогрессивизмом, но поддерживает левоцентристскую политику, основанную на либерализме Нового курса. В южнокорейской политике под «союзниками Ли Чжэ Мёна» обычно подразумевают радикальную фракцию внутри партии. Однако по мере того, как он становится мейнстримом, член парламента Ли Чжэ Мён также принимает некоторые позиции экономического либерализма, такие как требования о налоговых льготах и корпоративном дерегулировании, а также поддерживает более умеренную позицию, чем на предварительных выборах 2017 года. Эта тенденция усилилась во время президентских выборов 2020 года. Во время президентской кампании он провёл много времени, встречаясь и заручаясь поддержкой центристских консерваторов. Некоторые обозреватели Hankyoreh выразили сожаление по поводу его перехода к более умеренной позиции.
Однако эта фракция несколько социально консервативна. Представитель Ли Чжэ Мён ответил на вопросы Amnesty о сексуальных меньшинствах более консервативно, чем консервативный кандидат Юн Сок Ёль, а также выступает против антидискриминационных законов. Член палаты представителей Чо Чон Сик, известный как правая рука представителя Ли Чжэ Мёна, выразил свою четкую позицию, заключающуюся в том, что он выступает против антидискриминационного закона.
Фракция пользуется большой поддержкой среди рядовых членов партии, но меньшей поддержкой среди партийцев-членов Национального собрания и делегатов. Чо Чжон Сик, из фракции Ли, баллотировавшийся на пост спикера Национального собрания, получил только 18 голосов из 166, проиграв подавляющее большинство своему однопартийцу — консерватору Ким Джин Пё, который получил 89 голосов.
Дипломатически они поддерживают более жёсткую внешнюю политику в отношении Японии, в отличие от центристов-реформаторов. Они поддерживают военное сотрудничество с США, но выступают против всех форм военного сотрудничества с Японией. В свою очередь, Мун Чжэ Ин (политик из фракции центристов-реформаторов) поддерживал военное сотрудничество с Японией до торгового спора между Японией и Южной Кореей в 2019 году, проведя в 2017 году военные учения совместно с США и Японией. Даже сейчас центристы-реформаторы относятся к Японии относительно умеренно, а социал-либеральные популисты относятся к Японии критически. Центристское СМИ Hankook Ilbo назвало это «антияпонской политикой».

### Центристские реформаторы

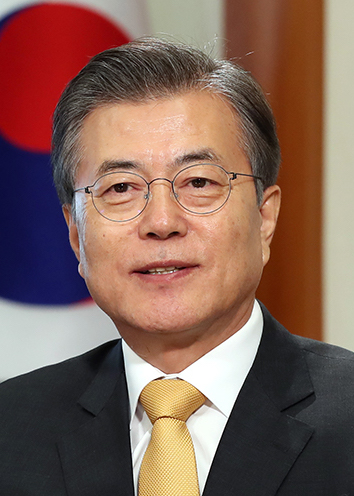
Мун Чжэ Ин, бывший президент страны
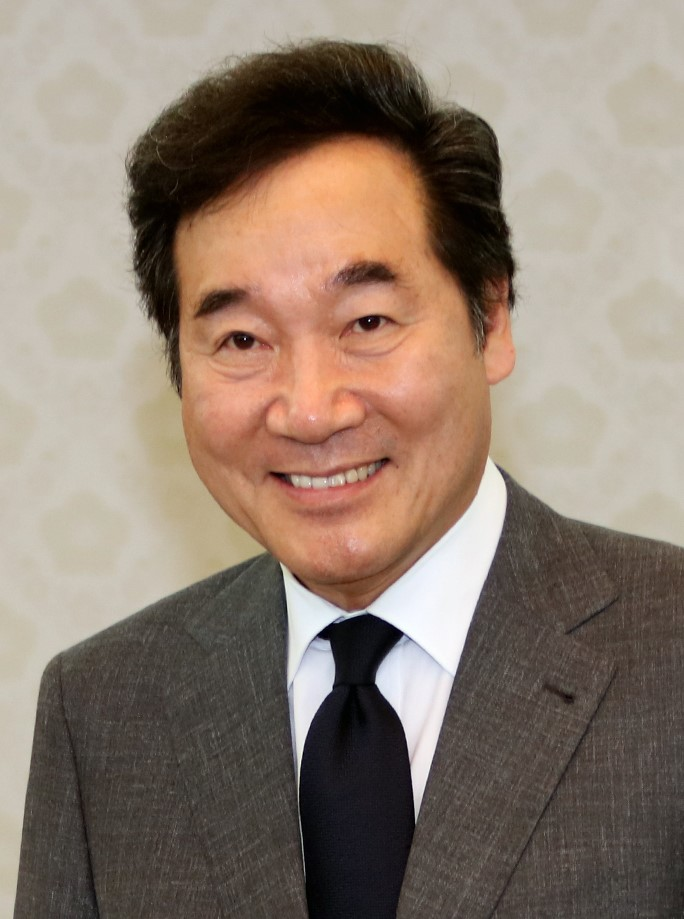
Ли Нак Ён, бывший премьер-министр
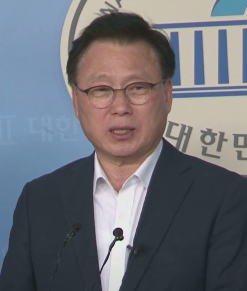
Пак Кван Он, лидер парламентской фракции
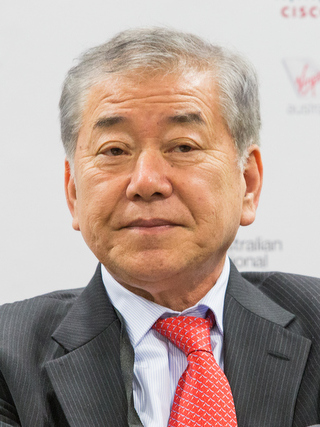
Мун Чон Ин, специальный советник по иностранным делам и национальной безопасности
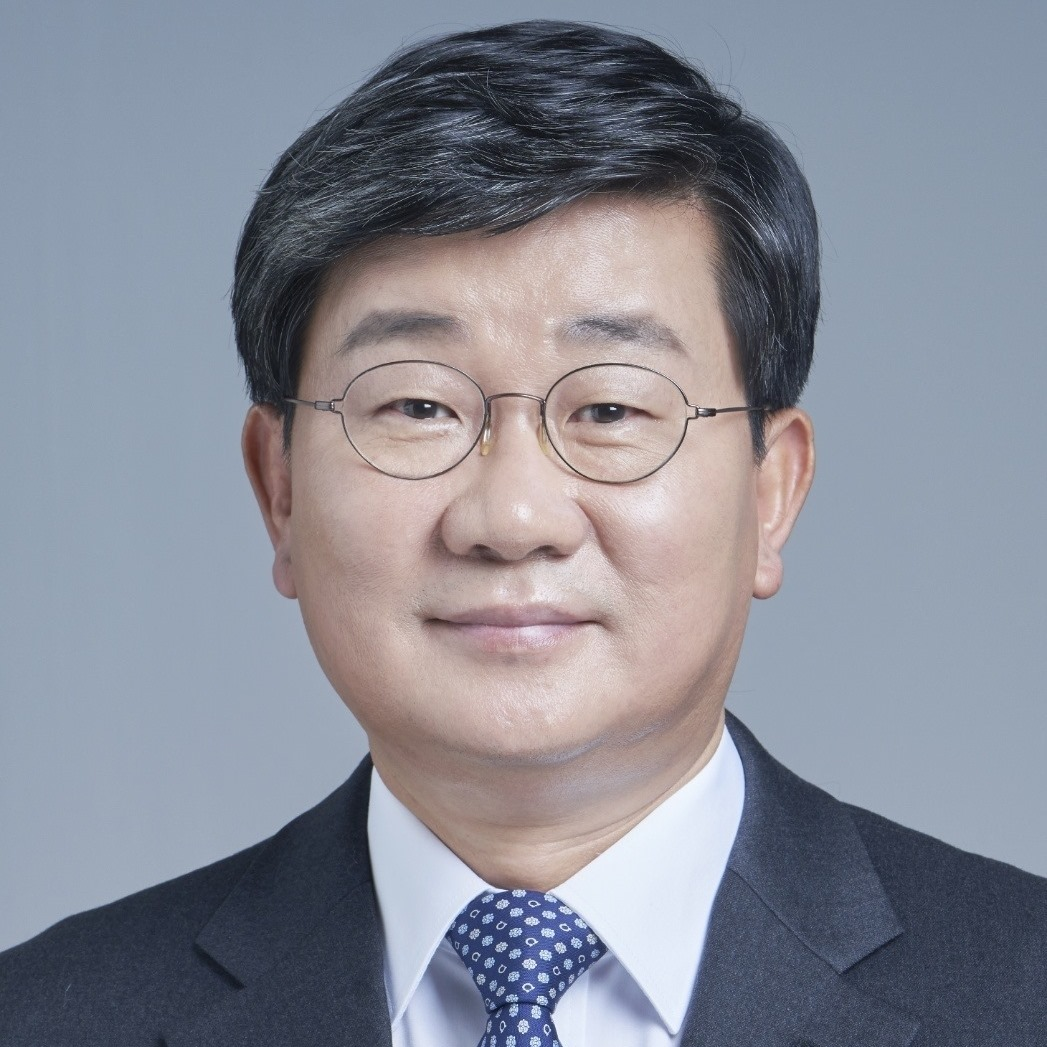
Чон Хэ Чхоль, бывший министр внутренних дел и безопасности

Центристские реформаторы доминировали в период президентства Муна. В настоящее время Ли Нак Ён считается неформальным главой центристских реформаторов. Бывший президент Мун Чжэ Ин — центрист-реформатор, придерживавшийся культурно-либерального подхода к военной реформе, школьной реформе и экологическим проблемам, но имевший несколько умеренный социально-консервативный подход к правам инвалидов и правам ЛГБТ. Мун Чжэ Ин интересовался гендерным неравенством в стране и поддерживал феминизм, что вызвало негативную реакцию со стороны некоторых молодых людей, отрицательно относившихся к феминизму. Кроме того, существует также фракция, основанная бывшим премьер-министром Чон Се Гюном. В отличие от фракции Мун Чжэ Ина, она поддерживает консерваторов внутри партии, таких как председатель парламента Ким Джин Пё. Фракция экономически более либеральна, чем другие центристские реформаторы.
В целом у фракции самый умеренный дипломатический взгляд на Японию. Мун Чон Ин, специальный советник по иностранным делам и национальной безопасности при правительстве Мун Чжэ Ина, настаивал на том, чтобы Корея и Япония работали вместе для урегулирования конфликтов между Соединёнными Штатами и Китаем и способствования миру в Северо-Восточной Азии.

### Консерваторы

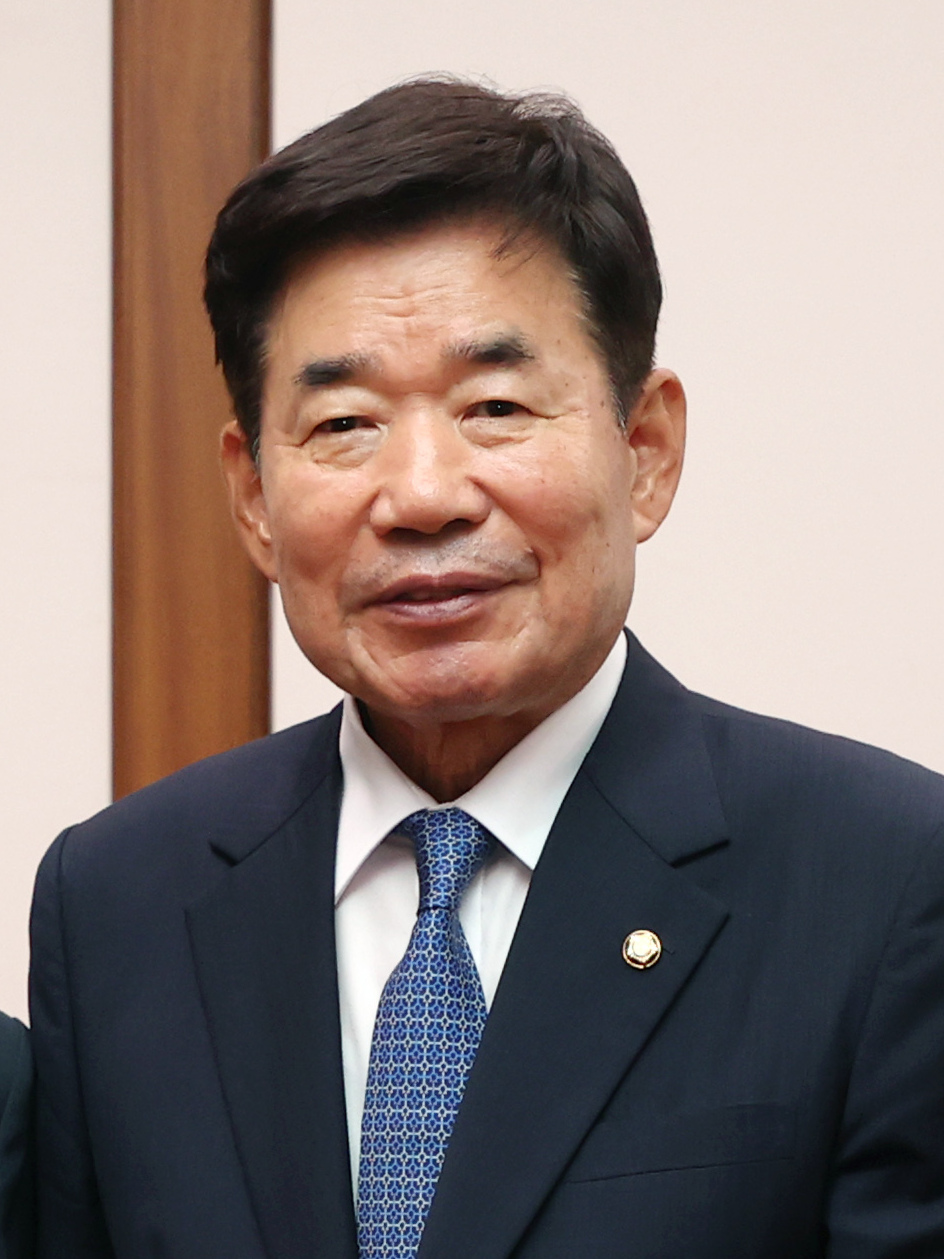
Ким Джин Пё, бывший спикер Национального собрания
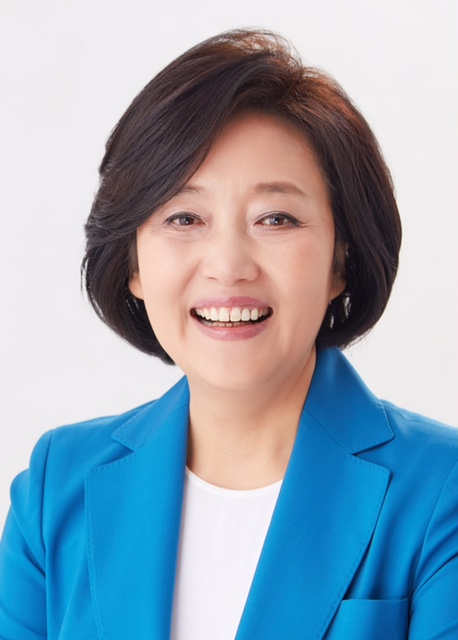
Пак Ён Сан, бывший лидер партии
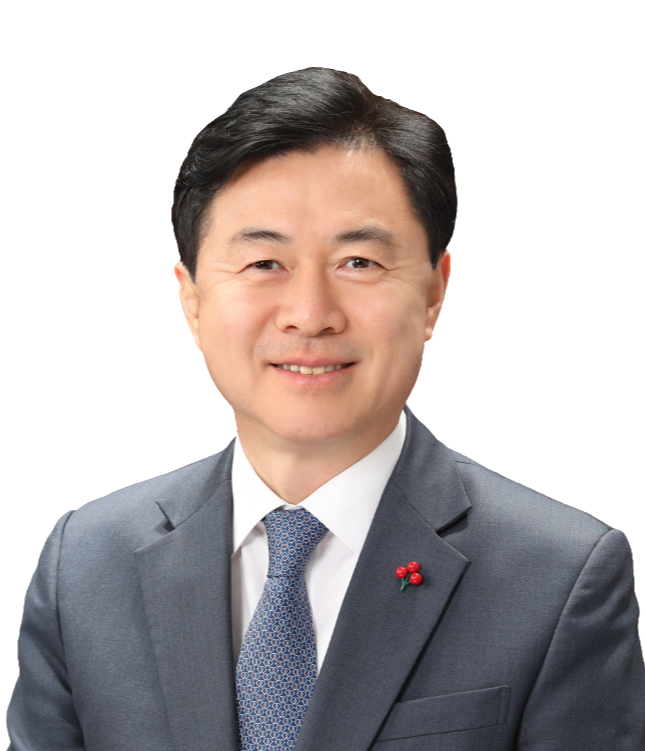
Ким Ён Чун, член Национального собрания
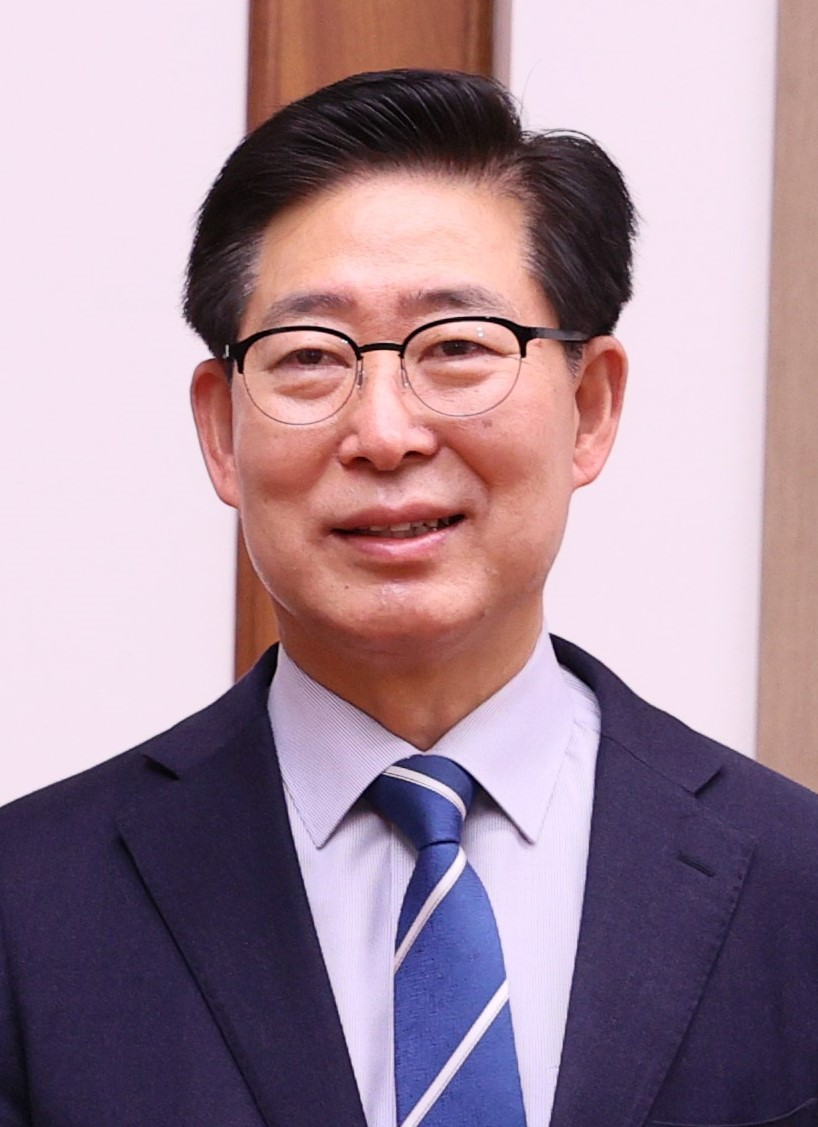
Ян Сын Джо, губернатор Чхунчхон-Намдо

Консерваторы, такие как Ким Джин Пё, являются консервативными либералами, которые социально консервативны в своей поддержке законодательства против абортов и выступают против прав ЛГБТ, будучи экономически либеральными. Сам Ким Джин Пё в прошлом вызывал споры из-за своих заявлений в защиту теократии и лечении ЛГБТ-людей. Он представил «Движение за исцеление гомосексуализма» как одну из мер противодействия низкой рождаемости и подвергся критике со стороны либеральных СМИ, таких как Hankyoreh. Он получил поддержку большинства депутатов на выборах спикера Национального собрания от Демпартии.
Фракция также может включать в себя представителей христианской демократии, как в случае с членом парламента Пак Ён Сан. Она утверждала, что «в прошлом была самым ярым противником гомосексуализма из 300 членов Национального собрания». Однако теперь она гораздо более умеренный консерватор, заявляя, что не выступает против гомосексуализма и поддерживает антидискриминационные законы, в отличие от 2016 года.
Во фракцию могут быть включены умеренные консерваторы, такие как Ян Сын Джо, Ким Ён Чун и Ким Бу Гём. Например, они выступают против законопроектов о реформе, предусматривающих установку видеонаблюдения в операционных.
Консерваторы в «Демократической партии» политически расходятся с леволиберальными популистами. Всякий раз, когда возникал спор, они требовали, чтобы сторонники Ли добровольно покинули партию, или настаивали на том, что партия может расколоться, если так будет продолжаться.
Они также во многом расходятся с прогрессивной фракцией в партии, но склонны до некоторой степени соглашаться по вопросам, связанным с Японией. Взгляды консервативных дипломатов внутри партии ближе к леволиберальным, чем к классическим либералам (центристские классические либералы и правые консерваторы Республики Корея являются антикоммунистами и умеренно дружественны к Японии).

### Меньшинство

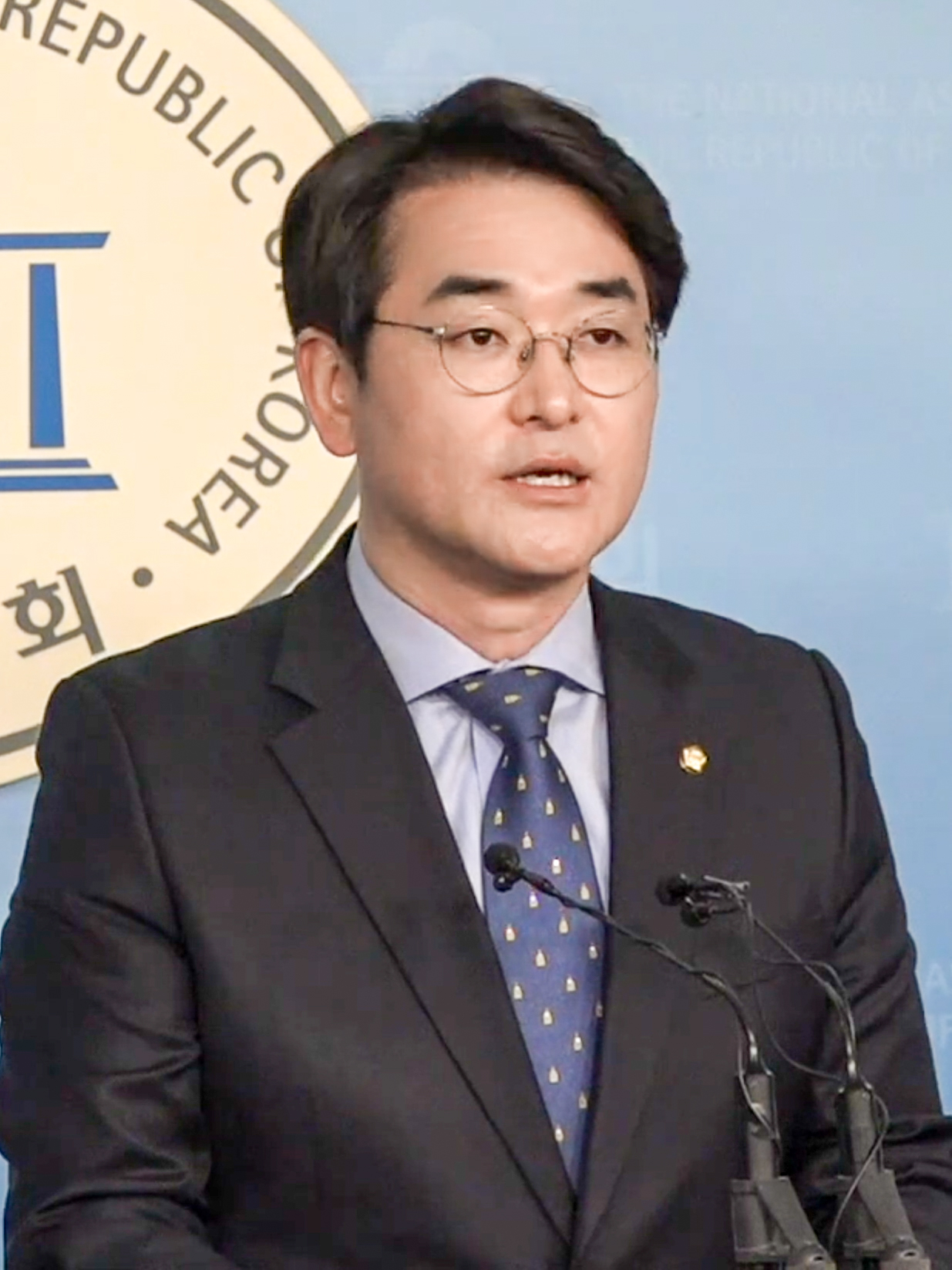
Пак Ён Джин, член Национального собрания
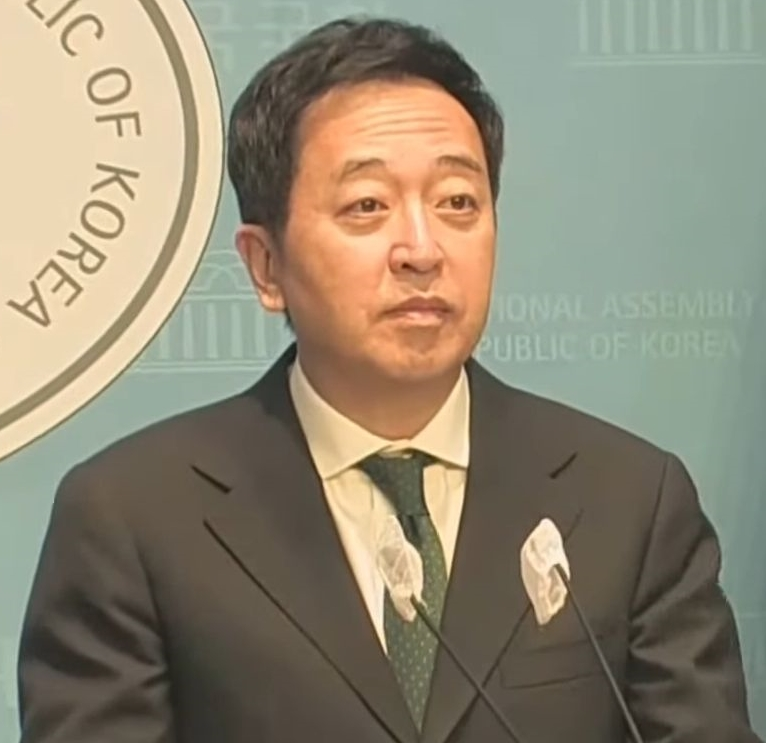
Кум Тхэ Соп, бывший член Национального собрания
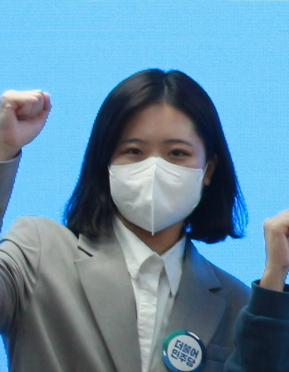
Пак Чихён, бывший сопредседатель Комитета по чрезвычайному реагированию партии

В «Демократической партии» есть несколько политических меньшинств. Они занимают критическую позицию по отношению к партийному мейнстриму.
Классические либералы, такие как Кум Тхэ Соп, поддерживают либерализм в экономическом и культурном плане. Кум Тхэ Соп посетил квир-фестиваль и призвал партию установить стенд на фестивале. Однако он покинул партию, и классические либералы больше не являются мейнстримом. Некоторые классические либералы остаются в Демпартии, но они критически относятся к антияпонским настроениям господствующей части партийцев.
Сюда же относятся либералы в американском стиле, такие как Пак Чихён, которые поддерживают права иммигрантов, либеральный феминизм и культурный либерализм. Хотя фракция леволиберальна, они имеют относительно слабые популистские тенденции и в культурном отношении либерально-прогрессивны, поэтому существует политический конфликт с «союзниками Ли Чжэ Мёна». Пак критиковала решение Верховного суда США о том, что право на аборт не предусмотрено Конституцией.
Выходцы из левой прогрессивной «Демократической рабочей партии», такие как конгрессмен Пак Ён Джин, проголосовали против бюджетного плана Демпартии, обвинив его в «снижении налогов для богатых».

## Руководство партии
- Примечание: КЧР — председатель Комитета по чрезвычайному реагированию (кор. 비상대책위원회, англ. Emergency Response Committee).

| №            | Имя                                                    | Фото        | В должности                 | В должности      | Примечания |
| №            | Имя                                                    | Фото        | Вступление в должность      | Отставка         | Примечания |
| ------------ | ------------------------------------------------------ | ----------- | --------------------------- | ---------------- | --- |
| 1            | Сопредседатели: \| Ким Хан Гиль \| и \| Ан Чхоль Су \| |             | 26 марта 2014               | 31 июля 2014     | назначены |
| КЧР          | Пак Ён Сун                                             |             | 1 августа 2014              | 18 сентября 2014 | назначена |
| КЧР          | Мун Хи Сан                                             |             | 18 сентября 2014            | 9 февраля 2015   | назначен |
| 2            | Мун Чжэ Ин                                             |             | 9 февраля 2015              | 27 января 2016   | избран в 2015 году Мун Чжэ Ин – 45,3 % Пак Джи Вон – 41,8 % Ли Ин Ён – 12,9 %                                                             |
| КЧР          | Ким Джонъин                                            |             | 27 января 2016              | 27 августа 2016  | назначен |
| 3            | Чу Ми Э                                                |             | 27 августа 2016             | 25 августа 2018  | избрана в 2016 году Чу Ми Э – 54,03 % Ли Чон Куль – 23,89 % Ким Сан Гон – 22,08 %                                                         |
| 4            | Ли Хэ Чан                                              |             | 25 августа 2018             | 29 августа 2020  | избран в 2018 году Ли Хэ Чан – 42,88 % Сон Ен Гиль – 30,73 % Ким Джин Пё – 26,39 %                                                        |
| 5            | Ли Нак Ён                                              |             | 29 августа 2020             | 9 марта 2021     | избран в 2020 году Ли Нак Ён – 60,77 % Ким Бу Гём – 21,37 % Пак Джу Мин – 17,85 %                                                         |
| и. о.        | Ким Тэ Нён                                             |             | 9 марта 2021                | 8 апреля 2021    | автоматически назначен по должности, как лидер фракции                                                                                    |
| КЧР          | До Чжон Хван                                           |             | 8 апреля 2021               | 16 апреля 2021   | назначен |
| и. о.        | Юн Хо Чжун                                             |             | 16 апреля 2021              | 2 мая 2021       | автоматически назначен по должности, как лидер фракции                                                                                    |
| 6            | Сон Ен Гиль                                            |             | 2 мая 2021                  | 10 марта 2022    | избран в 2021 году Сон Ен Гиль – 35,60 % Хон Ён Пё – 35,01 % У Вон Сик – 29,38 %                                                          |
| КЧР          | Сопредседатели: Юн Хо Чжун и Пак Чихён                 |             | 10 марта 2022 13 марта 2022 | 2 июня 2022      | назначены |
| и. о.        | Пак Хон Гын                                            |             | 2 июня 2022                 | 10 июня 2022     | автоматически назначен по должности, как лидер фракции                                                                                    |
| КЧР          | У Сан Хо                                               |             | 10 июня 2022                | 28 августа 2022  | назначен |
| 7            | Ли Чжэ Мён                                             |             | 28 августа 2022             | 9 апреля 2025    | избран в 2022 Ли Чжэ Мён – 77,77 % Пак Ён Джин – 22,23 % переизбран в 2024 Ли Чжэ Мён – 85,40 % Ким Ду Гван – 12,12 % Ким Джи Су – 2,48 % |
| и. о.        | Пак Чхан Дэ                                            |             | 9 апреля 2025               | 13 июня 2025     | автоматически назначен по должности, как лидер фракции                                                                                    |
| и. о.        | Ким Бён Ги                                             |             | 13 июня 2025                | 2 августа 2025   | автоматически назначен по должности, как новоизбранный лидер фракции                                                                      |
| 8            | Чон Чхон Рэ                                            |             | 2 августа 2025              | в должности      | избран в 2025 Чон Чхон Рэ – 61,74 % Пак Чхан Дэ – 38,26 %                                                                                 |
| Ким Хан Гиль | и                                                      | Ан Чхоль Су |                             |                  | |

## Результаты на выборах

### Президентские выборы
| Выборы | Кандидат   | Голосов    | %       | Результат |
| ------ | ---------- | ---------- | ------- | --------- |
| 2017   | Мун Чжэ Ин | 13 423 800 | 41,08 % | Избран    |
| 2022   | Ли Чжэ Мён | 16 147 738 | 47,83 % | Поражение |
| 2025   | Ли Чжэ Мён | 17 287 513 | 49,42 % | Избран    |

### Парламентские выборы
| Выборы | Получено всего мест | По партийным спискам | По партийным спискам | По партийным спискам | По партийным спискам | По округам | По округам | По округам | По округам | Статус                    | Лидер кампании |
| Выборы | Получено всего мест | Голосов              | Доля                 | Мест                 | +/-                  | Голосов    | Доля       | Мест       | +/-        | Статус                    | Лидер кампании |
| ------ | ------------------- | -------------------- | -------------------- | -------------------- | -------------------- | ---------- | ---------- | ---------- | ---------- | ------------------------- | -------------- |
| 2016   | 123 из 300          | 6 069 744            | 25,55 %              | 13 из 47             | впервые              | 8 881 369  | 37,00 %    | 110 из 253 | впервые    | Оппозиция (2016—2017)     | Ким Джонъин    |
| 2016   | 123 из 300          | 6 069 744            | 25,55 %              | 13 из 47             | впервые              | 8 881 369  | 37,00 %    | 110 из 253 | впервые    | Правительство (2017—2020) | Ким Джонъин    |
| 2020   | 180 из 300          | 9 307 112            | 33,36 %              | 17 из 47             | ▲4                   | 14 345 425 | 49,91 %    | 163 из 253 | ▲53        | Правительство (2020—2022) | Ли Хэ Чан      |
| 2020   | 180 из 300          | 9 307 112            | 33,36 %              | 17 из 47             | ▲4                   | 14 345 425 | 49,91 %    | 163 из 253 | ▲53        | Оппозиция (2022—2024)     | Ли Хэ Чан      |
| 2024   | 176 из 300          | 7 567 459            | 26,70 %              | 14 из 46             | ▼3                   | 14 758 083 | 50,45 %    | 161 из 254 | ▼2         | Оппозиция (2024—2025)     | Ли Чжэ Мён     |
| 2024   | 176 из 300          | 7 567 459            | 26,70 %              | 14 из 46             | ▼3                   | 14 758 083 | 50,45 %    | 161 из 254 | ▼2         | Правительство (c 2025)    | Ли Чжэ Мён     |

### Местные выборы
| Выборы | Губернаторы | Провинциальные парламенты | Мэры муниципалитетов | Муниципальные парламенты | Лидер кампании           |
| ------ | ----------- | ------------------------- | -------------------- | ------------------------ | ------------------------ |
| 2014   | 9 из 17     | 349 из 789                | 78 из 226            | 1157 из 2898             | Ким Хан Гиль Ан Чхоль Су |
| 2018   | 14 из 17    | 652 из 824                | 151 из 226           | 1638 из 2927             | Чу Ми Э                  |
| 2022   | 5 из 17     | 322 из 872                | 63 из 226            | 1348 из 2987             | Пак Чихён Юн Хо Чжун     |

### Довыборы
| Выборы       | Парламент | Губернаторы | Мэры муниципалитетов | Провинциальные парламенты | Муниципальные парламенты | Лидер кампании           |
| ------------ | --------- | ----------- | -------------------- | ------------------------- | ------------------------ | ------------------------ |
| Июль 2014    | 4 из 15   | н/д         | н/д                  | н/д                       | 0 из 1                   | Ким Хан Гиль Ан Чхоль Су |
| Октябрь 2014 | н/д       | н/д         | н/д                  | н/д                       | 0 из 2                   | Мун Хи Сан               |
| Апрель 2015  | 0 из 4    | н/д         | н/д                  | 0 из 1                    | 2 из 7                   | Мун Чжэ Ин               |
| Октябрь 2015 | н/д       | н/д         | 0 из 1               | 2 из 9                    | 0 из 14                  | Мун Чжэ Ин               |
| 2016         | н/д       | н/д         | 3 из 8               | 9 из 17                   | 11 из 26                 | Ким Джонъин              |
| Апрель 2017  | 0 из 1    | н/д         | 1 из 3               | 1 из 7                    | 5 из 19                  | Чу Ми Э                  |
| Май 2017     | н/д       | н/д         | н/д                  | 1 из 1                    | 2 из 4                   | Чу Ми Э                  |
| 2018         | 11 из 12  | н/д         | н/д                  | н/д                       | н/д                      | Чу Ми Э                  |
| 2019         | 0 из 2    | н/д         | н/д                  | н/д                       | 0 из 3                   | Ли Хэ Чан                |
| 2020         | н/д       | н/д         | 5 из 8               | 6 из 17                   | 15 из 33                 | Ли Хэ Чан                |
| 2021         | н/д       | 0 из 2      | 0 из 2               | 2 из 8                    | 2 из 9                   | Ким Тэ Нён               |
| Март 2022    | 0 из 5    | н/д         | н/д                  | н/д                       | н/д                      | Сон Ен Гиль              |
| Июнь 2022    | 2 из 7    | н/д         | н/д                  | н/д                       | н/д                      | Пак Чихён Юн Хо Чжун     |
| Апрель 2023  | 0 из 1    | н/д         | 0 из 1               | 0 из 2                    | 2 из 4                   | Ли Чжэ Мён               |
| Октябрь 2023 | н/д       | н/д         | 1 из 1               | н/д                       | н/д                      | Ли Чжэ Мён               |
| Апрель 2024  | н/д       | н/д         | 1 из 2               | 11 из 17                  | 15 из 26                 | Ли Чжэ Мён               |
| Октябрь 2024 | н/д       | н/д         | 2 из 4               | н/д                       | н/д                      | Ли Чжэ Мён               |
| Апрель 2025  | н/д       | н/д         | 3 из 5               | 3 из 8                    | 6 из 9                   | Ли Чжэ Мён               |